# Franz Weineck

Lehrerkollegium der Lübbener Realschule, im Vordergrund Direktor Franz Weineck, 1880.

Karl Franz Theodor Weineck (* 3. Mai 1839 in Nebra; † 3. Februar 1921 in Roda) war ein deutscher Gymnasialdirektor und Heimatforscher.

## Leben
Weineck wurde als Sohn eines Justiziars geboren und genoss eine Schulbildung auf einer Privatschule, dann von 1852 bis 1858 auf der Klosterschule Roßleben. Durch eine Krankheit konnte er erst 1859 sein Studium der Theologie und der mittelhochdeutschen Sprache an der Universität Halle (Saale) aufnehmen, das er 1862 abschloss. Er arbeitete als Hauslehrer in Westfalen und studierte von 1864 bis 1866 Deutsch, Geschichte, Geographie und die klassischen Sprachen in Jena und Greifswald. 1867 legte er in Greifswald die Lehramtsprüfung ab, wirkte anschließend bis 1872 als Lehrer an der Höheren Bürgerschule in Eilenburg und 1872 bis 1874 an der Höheren Bürgerschule in Hamburg. Nach der Promotion (1873) wurde er 1874 Oberlehrer und 1877 Direktor am Realprogymnasium in Lübben. Am 24. Juni 1887 erhielt er den Roten Adlerorden 4. Klasse. 1906 trat er in den Ruhestand und übersiedelte nach Jena, wo er Vorlesungen an der Universität hörte. Ein schwerer Bronchialkatarrh zwang ihn bald darauf zum Umzug ins mildere Roda.
Aus seiner 1867 geschlossenen Ehe gingen drei Töchter und ein Sohn hervor, der im November 1914 fiel.
Weineck gehörte 1884 zu den Mitbegründern der Niederlausitzer Gesellschaft für Anthropologie und Altertumskunde. Er war 22 Jahre lang deren Vorstandsmitglied und wurde 1909 Ehrenmitglied. Außerdem war er Mitglied der Berliner Gesellschaft für Anthropologie, Ethnologie und Urgeschichte. Seine Privatsammlung von archäologischen Fundstücken bildete nach seiner Pensionierung den Grundstock für ein Lübbener Stadtmuseum, das vom Paul Richter und Robert Daenicke erweitert wurde. Im Zweiten Weltkrieg wurde das Museum fast vollständig zerstört.

## Werke
Neben Aufsätzen in den Niederlausitzer Mitteilungen veröffentlichte er:
- Der Patriciat Heinrichs III. Dissertation, Ratz, Jena 1873; Mikroform: Emory University Libraries, Atlanta, GA 1993
- An die Eltern und Erzieher unserer Schüler. Lübben, 1878/80
- Ansprache bei der Entlassung der Abiturienten Ostern 1881. Driemel, Lübben 1882
- Zur Geschichte des Real-Progymnasiums zu Lübben bei Gelegenheit der Feier des fünfzigjährigen Bestehens der Anstalt am 8. Juli 1887. Driemel, Lübben 1887
- Der Spreewald. Praktischer Wegweiser (= Griebens Reise-Bibliothek, Band 51). 3. Auflage, neu bearbeitet von F. Weineck, Goldschmidt, Berlin 1890
- Knecht Ruprecht und seine Genossen. Koenig, Guben 1898
- Homers Odyssee. J. G. Cotta Nachfahren, Stuttgart und Berlin 1902 (nach der Übersetzung von Johann Heinrich Voß; Einleitung und Erläuterungen von Franz Weineck)
- Festrede bei der Feier von Schillers Todestag am 9. Mai 1905. Richter & Munkelt, Lübben 1906
- mit Ernst Debes: E. Debes’ Schulatlas für die unteren und mittleren Unterrichtsstufen. 6. Auflage. Wagner & Debes, Leipzig 1911; 7. Auflage, Wagner & Debes, Leipzig 1913; 9. Auflage. Wagner & Debes, Leipzig 1915; 12. Auflage, Wagner & Debes, Leipzig 1919.
- Uralter Brauch und Glaube. In: Die Gartenlaube. Heft 19, 1891, S. 323–324 (Volltext [Wikisource]).